# آلمدیخار

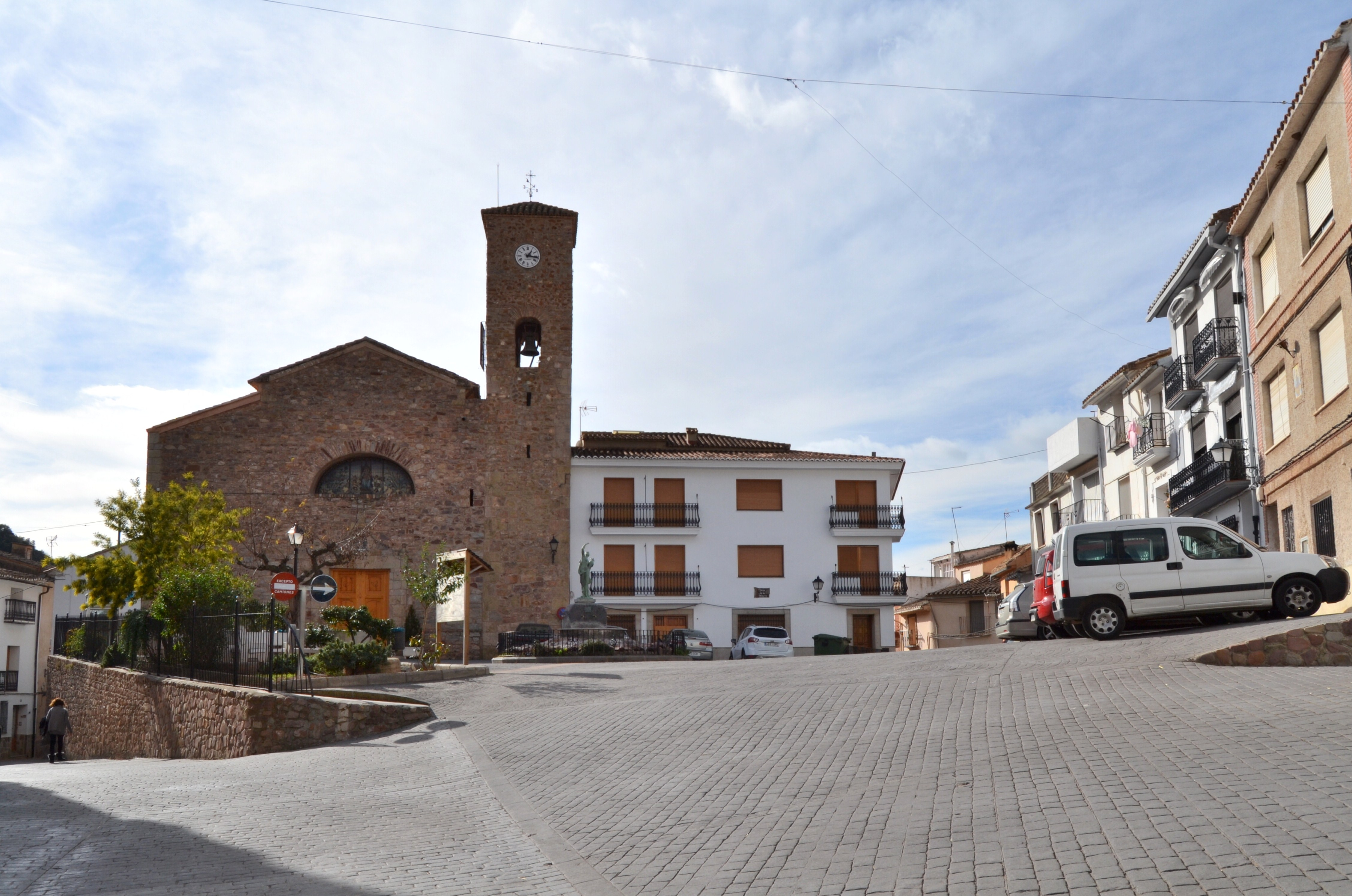
نمایی از کلیسای آلمدیخار در در منطقه آلتو پالانسیا، اسپانیا - ۲۰۱۳

آلمدیخار یک شهر در منطقه آلتو پالانسیا، کاستلیون، والنسیا، اسپانیا است.